# Felicia Olave Salaverri

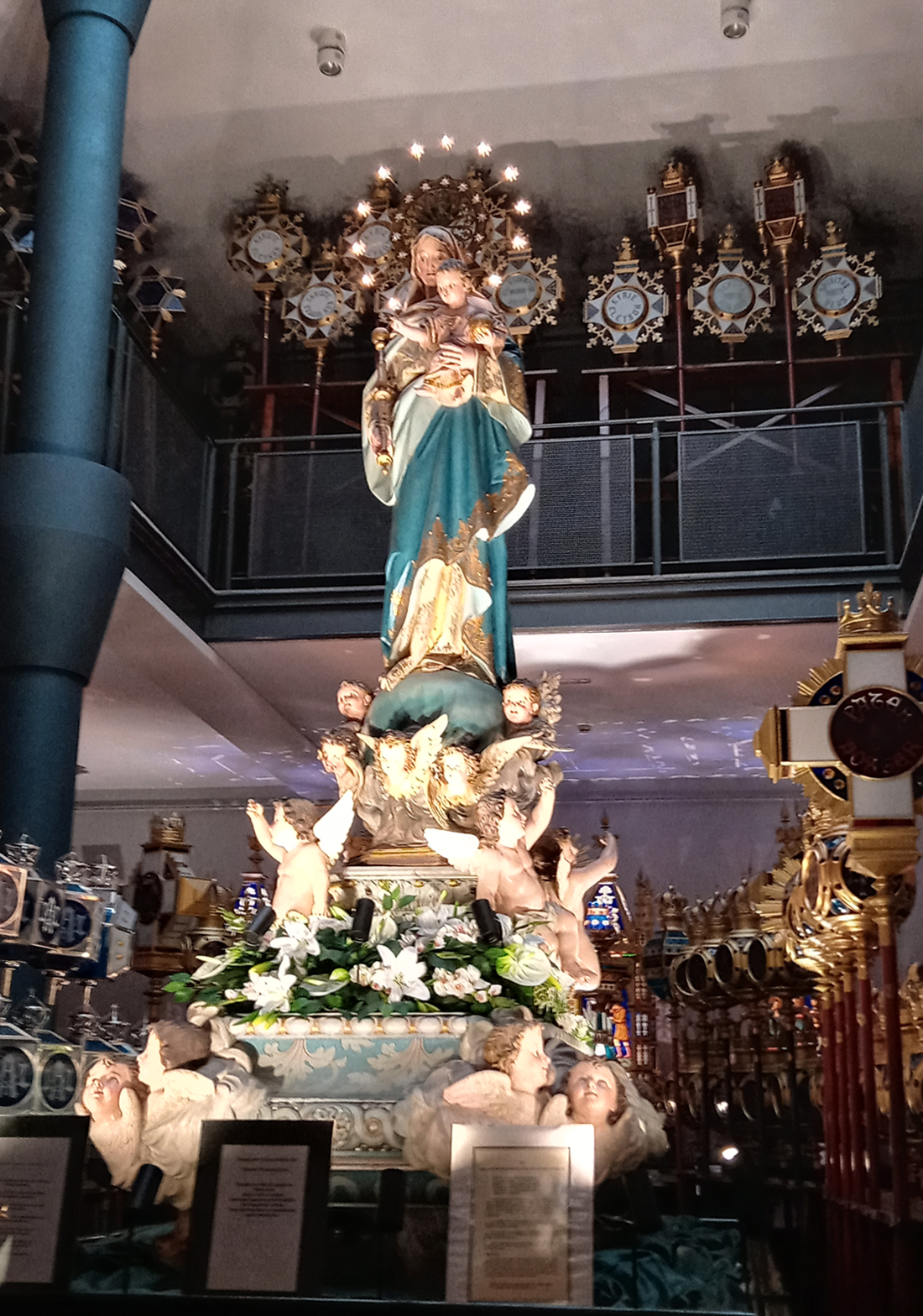
Virgen Blanca donada por Felicia Olave a la ciudad de Vitoria en 1897

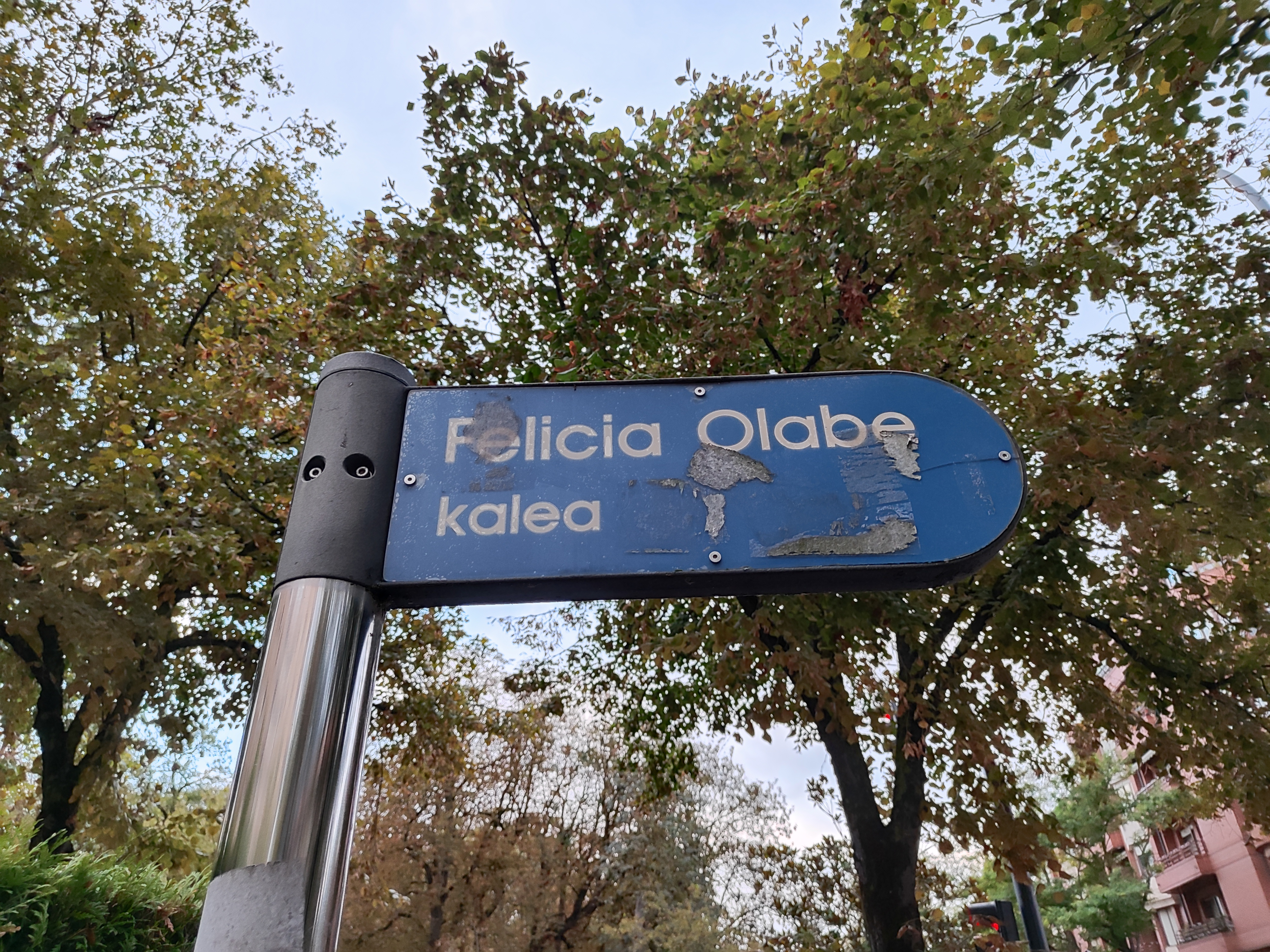
Calle, Felicia Olabe

Felicia Olave Salaverri (Vitoria, 1838 - Vitoria, 1912) fue una mecenas española.  

## Biografía
Hija única de Clemente Olave y Fernanda Salaverri. El padre puso en marcha el primer hotel que hubo en Vitoria y el café más antiguo de la ciudad, “El Universal” en 1844. También fue propietario del baile El Cisco en 1852 y tuvo la concesión municipal del hielo del monte Gorbea. Parece que el rico empresario hizo crecer su fortuna con la organización de apuestas con el juego en la ciudad, alguna de ellas con resultado de muerte. A partir de 1877 cambia el rumbo de sus negocios y funda el asilo Nuestra Señora de las Desamparadas que acogía a mujeres.
Felicia se casó sin consentimiento paterno en 1859, a los cinco meses de la muerte de su novio y primer prometido, con el salmantino Federico Gómez Arias, director entre otras ocupaciones, de la Escuela Náutica de Barcelona pero vuelve a Vitoria en 1880, ciudad en la que vive hasta su muerte en 1912 y en la que reparte entre varias instituciones la fortuna heredada de su padre.
De los años que vivió en la ciudad condal poco se sabe, un incendio en la parroquia de Nuestra Señora del Mar de Barcelona hizo desaparecer toda la documentación, pero, según Cristina Fructuoso Ruiz de Erenchun, autora de la única biografía que existe sobre la benefactora, “los versos dolientes de su despechado esposo sugieren que la mujer «del rictus atormentado» abandonó el hogar familiar tras la muerte de su primera hija y antes de que falleciera la segunda. «Dios la perdone y limpie su basura», fue lo último que de ella escribió quien antes «te idolatró como un Don Juan enloquecido»”.

### Obra benéfica
Tras su regreso a la capital vasca y en los 24 años que Felicia vivió hasta su muerte, la rica heredera fue repartiendo su legado en sucesivos proyectos a favor de la Iglesia, la ciudad de Vitoria, la educación, las mujeres desamparadas o los niños. Entre otras aportaciones, donó el frontón vitoriano al municipio, varias carrozas del Rosario de los Faroles y la imagen de la Virgen Blanca que cierra la procesión del 4 de agosto del escultor Francisco Font, la Capilla central de Nuestra Señora del Rosario de la catedral de María Inmaculada, las escuelas gratuitas de San José de Arana para niños pobres, los terrenos para la instalación del colegio de los Corazonistas o el convento de las Hermanas Clarisas, hoy desaparecido, en el camino de Ali. En la Basílica de Estíbaliz ayudó a los monjes con dos capillas y una sala. Tras la muerte de la benefactora fue el político y abogado alavés Benito Guinea y López de Aréchaga el encargado de cumplir sus deseos testamentarios.

## Premios y reconocimientos
Una calle de Vitoria lleva su nombre.